# 馮玘
馮玘（1453年—？），字良玉，號醒菴，懷遠衛軍籍，直隸蘇州府常熟縣人，明朝政治人物。

## 生平
鳳陽縣學生，成化十年（1474年）甲午科應天鄉試第六十二名舉人，成化十七年（1481年）中式辛丑科會試第一百五十名，三甲第十一名進士。授河南泌阳县知县，以治行卓异，徵为山西道监察御史，奉命巡视荆州仓储。任巡城御史時，京师大雨，民屋毁坏无数，冯玘上疏言执政官员燮理失职，因而导致灾害发生，又论時政數事，疏入不报。出按貴州，都匀獠民反叛，冯玘主张派兵征剿。兵部主事李文祥因上言得罪权贵，被贬戍兴隆卫。冯玘上疏为李文祥辩解，得以召还。復出按浙江，秉持儉約，浙江人歌頌道：“食無肉，馮良玉”。浙江杭州前卫指挥佥事王楷诬蔑三个卖柴的百姓为盗贼，将其致死，被冯玘察知后弹劾，王楷也上疏弹劾冯玘向他索贿，案件上报后由巡按御史吳瀚审讯，王楷贪酷害民，逼死无辜，与妻子发边卫永远充军。升福建按察司副使，后丁忧归。弘治十六年（1503年）十月服阕，復除原职，致仕归里。正德元年（1506年）進階亞中大夫從三品銜。

## 家族
先世戍鳳陽，至馮玘當官後才遷回常熟。曾祖馮貴；祖父馮達；父馮順，母陳氏。具庆下。